# پارابولانی
پارابولانی افرادی که به عنوان پرستار، جان خود را به خطر می‌اندازند، از یونانی باستان: Parabolani (از παραβολᾶνοι یا παράβολοι) اعضای یک برادری بودند که در مسیحیت اولیه مراقبت از بیماران و خاکسپاری مردگان را با علم به اینکه خود آنها می‌توانند بمیرند، داوطلبانه انجام می‌دادند.
آنها که عموماً از طبقات پایین جامعه بودند، به عنوان خدمتگزار اسقف‌های محلی نیز عمل می‌کردند و گاه به عنوان محافظ شخصی و اسقف‌ها در درگیری‌های خشونت‌آمیز با مخالفان خود از آنها استفاده می‌کردند.